# El Turronero
Manuel Mancheño Peña (Vejer de la Frontera, Cádiz, 1947 - Sevilla, 1 de septiembre de 2006), conocido artísticamente como El Turronero, fue un cantaor flamenco español.

## Biografía
El apodo de El Turronero deriva de la profesión de sus padres que vendían turrón en puestos ambulantes, debido a esta circunstancia nació casualmente en Vejer de la Frontera, aunque era utrerano de adopción, el mismo recordó este periodo de su vida con letras de bulerías.

De feria en feria vendiendo, así me ganaba el pan. Cuántas veces yo he llorao, viendo jugá a los chiquillos y yo sin podé jugá, pendiente a mi puestecillo

Desarrolló su estilo bajo la influencia de cantaores como Perrate de Utrera, Fernanda de Utrera, Bernarda de Utrera, Manuel de Angustias y Gaspar de Utrera.

Utrera de mis entrañas, donde yo aprendí a cantar, donde escuchaba al Perrate y a Fernanda y a Bernarda cantando por soleá

En los años 1960 se trasladó a Madrid, donde cantó de forma regular en diferentes tablaos flamencos de la ciudad. Más adelante entró en la compañía de Antonio Gades con la que viajó por todo el mundo. Participó frecuentemente en festivales flamencos, acompañado por Paco Cepero que era su guitarrista habitual, siendo una de las figuras más reconocidas de su época.

Viva el salero, que bien toca la guitarra mi compadrito Cepero

Falleció el 1 de septiembre de 2006, víctima de un infarto cerebral, en el Hospital Virgen del Rocío de Sevilla. Tenía 59 años.

## Discografía
- Canta el Turrón, (1970), acompañado a la guitarra por Paco Cepero.
- Huele a romero, (1975), incluye bulerías dedicadas al torero Curro Romero.
- Vente conmigo niña, (1976), LP sello Philips.
- Así lo siento (1977), acompañado a la guitarra por Paco Cepero y El Tato. Incluye bulerías, alegrías, seguiriyas, bamberas, bulerías, tangos, bulerías por soleá, tarantos y fandangos.
- El cante por Bulerias, El Turronero y Curro Malena, (1979).
- New Jondo (1980). Fusión de flamenco con Música Disco
- Promesa Rota (1982), sevillanas.
- A mi padre Manué (1990), sevillanas.
- Desde Cai (1991), Tanguillos de Cádiz.
- Galería del Cante Flamenco. Turronero: Tanguillos de Cádiz, (2004).
- Grandes Figuras del Cante Flamenco. Selección de cantes de El Turronero, acompañado a la guitarra por Paco Cepero y Enrique de Melchor, (2006).

## Libros
- Turronero, el coraje de vivir (Diputación de Sevilla)